# Berilij in njegove spojine
Berilij je kemijski element, ki ima v periodnem sistemu simbol Be in atomsko število 4. Nahaja se v drugi skupini periodnega sistema, ki jo predstavljajo zemljoalkalijske kovine. Berilij je srebrno-bela trda kovina, ki jo v naravi najdemo v mineralu berilu (Be3Al2) - dragoceni obliki berila sta akvamarin in smaragd. Uporablja se kot dodatek k bakrovim in železovim zlitinam (berilijevi broni), ker izjemno poveča njihovo trdoto, trdnost, elastičnost in neobčutlivost na višje temperature. Berilij uporabljamo tudi kot okence za rentgenske  žarke, deoksidacijsko sredstvo pri vlivanju bakra in kot konstrukcijski material pri gradnji reaktorjev. 
Njegove najpomembnejše spojine so berilijev oksid, berilijev hidroksid, berilijev klorid in berilijev sulfat. Vse berilijeve spojine so strupene.

## Lastnosti
Berilij in njegove spojine so strupi in potencialne karcinogene snovi (gre za snov, za katero je dokazano karcinogenost na poskusnih živalih). Izpostavljenost beriliju povzroča kronično beriliozo, ki je priznana kot poklicna bolezen pljuč, ki jo povzroča vdihavanje berilija.  Znane pa so tudi druge akutne bolezni dihal, ki jih povzroča  berilij. 
Pri požaru nastanejo dražilni, jedki in strupeni plini. Z vdihavanjem, ob zaužitju ali ob stiku s kožo lahko berilij in njegove spojine povzročijo trajnejše okvare zdravja.
Raztaljeni berilijev klorid, oksid in sulfat v stiku s kožo ali očmi povzročijo hude opekline.

## Ukrepi za prvo pomoč
Po vdihavanju ali zaužitju je potrebno ponesrečenca takoj premakniti na svež zrak in mu nuditi prvo pomoč v primeru če ponesrečenec ne diha. Pri tem je potrebno paziti, da umetnega dihanja ne izvajamo na usta, če je ponesrečenec vdihaval ali zaužil snov, ampak si pomagamo z ustreznim nastavkom ali drugim medicinskim aparatom. Če je dihanje oteženo pa uporabimo kisik. Takoj ko je mogoče moramo odstraniti in izolirati kontaminirano obleko in obutev. V primeru stika s snovjo ja potrebno takoj izpirati kožo in oči s tekočo vodo najmanj 20 minut. Poškodovanca nato pokrijemo. Po prihodu medicinskega osebja jih je potrebno seznaniti z nevarnostjo.

## Ukrepi ob požaru
V primeru požara so primerna sredstva za gašenje razpršena voda, vodna megla ali alkoholno obstojna pena. Ne smemo pa uporabljati polnega vodnega curka in ne smemo vlivati vode v kontejner. Vodo od gašenja je potrebno zajeziti za kasnejšo odstranitev. Kontejner je treba hladiti z velikimi količinami vode, tudi ko ta ne gori več. Umakniti se je potrebno takoj, ko slišimo čudne zvoke ali če opazimo, da se barva cisterne ali kontejnerja spreminja. Ves čas morajo gasilci uporabljati ustrezno zaščitno opremo.

## Ukrepi ob nezgodnih izpustih
Ob nezgodnem izpustu je treba takoj izolirati področje izpusta in odstraniti vse vire vžiga (ne kadimo, odstranimo iskrenje in plamen v neposredni oklici). Zaustavimo iztekanje, če je to le mogoče in ne predstavlja nevarnosti. Preprečimo vstop razlite snovi v vodne vire, kanalizacijo, kleti in zaprte prostore. 
Če ni požara, nas varuje kemijska zaščitna ali protiprašna obleka. Za pobiranje absorbirane snovi uporabimo neiskreče orodje in snov shranimo v zbiralnik za kasnejšo oskrbo. 

## Ravnanje z nevarno snovjo in skladiščenje
Ravnati moramo po opozorilih in navodilih, napisanih na posodah, embalaži oziroma v deklaraciji. 
Skladiščiti jih moramo v hladnem, dobro zračnem prostoru. 

## Nadzor nad izpostavljenostjo/varnost in zdravje pri delu
- Zaščita dihal: Uporabimo izolirni dihalni aparat (IDA)
- Začita kože: Uporabimo kemijsko zaščitno obleko, vendar pazimo, ker ta ne nudi toplotne zaščite. Gasilska zaščitna oprema je primerna le v primerih požara v drugih situacijah pa je neučinkovita.

## Fizikalne in kemijske lastnosti
Berilij in njegove spojine se nahajajo v trdem agregatnem stanju.  Berilij je srebrno-modre barve, njegove strupene spojine pa imajo največkrat sladek okus.

## Obstojnost in reaktivnost
Pri standardni temperaturi in tlaku je berilij na zraku odporen proti oksidaciji. Berilijev oksid (BeO) je zelo obstojen na visokih temperaturah. 
Če pride do segrevanja berilija lahko hlapi tvorijo ekplozivne zmesi z zrakom, tako obstaja nevarnost eksplozije na prostem in v zaprtih prostorih. 
Pri požaru nastajajo dražilni, jedki in strupeni plini.
Stik s kovino lahko povzroči nastajanje vnetljivega plina. 

## Toksikološki podatki
Akutna strupenost pri vdihavanju: LD50 0,5 mg/kg. Berilij je strup prav tako tudi njegove spojine. Gre za potencialne karcinogene snovi. Izpostavljenost beriliju povzroča kronično bolezen imenovano berilioza in druge akutne bolezni dihal. Stik ranjene kože z berilijem lahko povzroči izpuščaje in čire.

## Ekotoksikološki podatki
Širjenje požara in odtekanje vode od gašenja povzročita jedko in strupeno reakcijo in s tem onesnaženje.

## Podatki o predpisih
| Opozorilni stavki (R)                                                    | Obvestilni stavki (S)                                                                               |
| ------------------------------------------------------------------------ | --------------------------------------------------------------------------------------------------- |
| R23 - Strupeno pri vdihavanju.                                           | S26 – Če pride v stik z očmi, takoj izpirati z obilo vode in poiskati zdravniško pomoč.             |
| R25 - Strupeno pri zaužitju.                                             | S28 – Ob stiku s kožo takoj izpirati z obilo ... (sredstvo določi proizvajalec).                    |
| R26 - Zelo strupeno pri vdihavanju.                                      | S45 – Ob nezgodi ali slabem počutju, takoj poiskati zdravniško pomoč. Po možnosti pokazati nalepko. |
| R36 - Draži oči.                                                         | S53 – Izogibati se izpostavljanju - pred uporabo pridobiti posebna navodila.                        |
| R37 - Draži dihala.                                                      | |
| R38 - Draži kožo.                                                        | |
| R43 - Stik s kožo lahko povzroči preobčutljivost.                        | |
| R48 - Nevarnost hudih okvar zdravja pri dolgotrajnejši izpostavljenosti. | |
| R49 - Pri vdihavanju lahko povzroči raka.                                | |